# Filebolången
Filebolången är en sjö i Laxå kommun i Västergötland och ingår i Motala ströms huvudavrinningsområde. Filebolången ligger i Tivedens nationalpark (västra) Natura 2000-område.